# Bobby Orr (drummer)
Bobby Orr (Cambuslang, 15 augustus 1928) is een Schotse jazzdrummer en sessiemuzikant. Hij was actief in de jazzscene in Londen in de jaren vijftig en zestig. Hij speelde in het kwintet van Joe Herriott en begeleidde als huisdrummer van de club van Ronnie Scott musici als Dizzy Gillespie, Milt Jackson, Zoot Sims en Al Cohn. Ook speelde hij in de bigband van Benny Goodman en met bijvoorbeeld Eddie Cleanhead Vinson. Orr is te horen op plaatopnames van onder meer Vinson, George Chisholm, Digby Fairweather en Tommy Whittle.
Orr was ook sessiemuzikant in de pop- en rockmuziek. Hij begeleidde verschillende musici bij plaatopnames, zoals Donovan.